# Червоїд жовтий
Червоїд жовтий (Vermivora bachmanii) — вид горобцеподібних птахів родини піснярових (Parulidae). Був поширений у Північній Америці. Ймовірно вимер.

## Назва
Назву виду bachmanii вибрав перший описувач таксона Джон Джеймс Одюбон на честь свого друга, натураліста і священика Джона Бахмана, який відкрив птаха в 1832 році. Сам Одюбон ніколи не бачив птаха. Він описав його з розповіді Джона Бахмана.

## Поширення
Вид розмножувався в східних штатах США (Міссурі, Арканзасі, Кентуккі, Алабамі та Південній Кароліні). Зимував на Кубі та зрідка у Флориді. Останнє гніздо було знайдено в 1937 році. Останнє непідтверджене спостереження птаха було в Луїзіані у 1988 році, на Кубі — у 1981 році. Гніздився в сезонно затоплюваних болотах і лісах, завжди біля стоячих водойм.
29 вересня 2021 року Служба рибних ресурсів та дикої природи США офіційно запропонувала вилучити червоїда жовтого зі Списку зникаючих видів на тій підставі, що він вимер. Хоча можна припустити, що вид вимер, існує невеликий шанс, що деякі екземпляри могли вижити.
Основними причинами вимирання виду є суцільна вирубка лісів та осушення боліт за допомогою водних каналів у США. Невідомо як вплинула на вид зміна середовища проживання в місцях зимівлі на Кубі, але зимовий ураган 1932 року міг завдати цьому виду жахливого удару, зробивши птахів надто рідкісними, щоб знаходити один одного та спаровуватися на місцях розмноження.

## Опис
Птах завдовжки близько 11 сантиметрів. У самця було жовте чоло, чорне тім'я і сіра потилиця. Підборіддя та нижня тіла сторона також були жовтими. В районі грудей оперення було чорне. Верхнє оперення і надкрила мали оливково-зелений колір. Лоб самиці також був жовтим, але світлішим, ніж у самця. Маківка і потилиця були сірими. Нижня частина оперення світло-жовтого кольору, верхня частина оперення та надкрила оливково-зелені, як і у самця.